# Parque Nacional Natural El Tuparro
Der Parque Nacional Natural El Tuparro ist ein im Jahr 1970 gegründeter kolumbianischer Naturpark. Er liegt im östlichen Teil der kolumbianischen Llanos im Departamento Vichada und erstreckt sich über 548.000 Hektar. Sein Höhenprofil reicht von 100 m bis zu einer Höhe von 330 m über dem Meer. Die Temperaturen liegen um die 27 °C. Das Landschaftsbild prägen neben den circa 85 % ausmachenden Savannen die sich entlang der Flüsse erstreckenden Au- und Galeriewälder. Einer der ersten 'Touristen' im Gebiet war Alexander von Humboldt, der wie Jules Verne im Buch Der stolze Orinoco vom Raudal von Maipures beeindruckt war. Seit 1993 steht der Park auf der UNESCO-Weltkulturerbe-'Tentative List' Kolumbiens.

## Hydrographie
Im Becken des Orinoco gelegen durchziehen die Flüsse Tomo und der namensgebende Tuparro das Parkgebiet. Die teilweise stark mäandernden Flüsse bilden immer wieder Lagunen.

## Fauna und Flora
Für die Flora des Parkes sind vor allem die in den bewaldeten Moorgebieten stehende Buriti-Palme sowie Caraipa llanorum typisch. Die trockenen Savannen neigen hingegen zu Bränden und sind mit Gras bewachsen. Der Park beherbergt 74 Arten von Säugetieren, 320 Vogel-, 17 Reptilien-, 26 Fisch- und fünf Primatenarten. Unter den Tierarten befinden sich unter anderem Riesengürteltiere und Tapire, kleine Savannengürteltiere, Pumas, und Jaguare aber auch Krokodile und Schildkröten kann man an Teichen und Seen entdecken. Wer den Park besucht kann in Hotels oder auf Campingplätzen übernachten. Die Avifauna prägen insbesondere die Arten der Hokkohühner und verschiedene Adlerarten.

## Indigene Kultur
Im Parkgebiet leben in einigen wenigen größeren indigenen Ethnien circa 10.000 Menschen. Während der Stamm der Guahíbo noch heute seminomadisch lebt, sind die anderen sesshaft.